# Тапхаев, Лопсон Дунзынович
Лопсо́н Дунзы́нович Тапха́ев (бур.  Табхаев Дүнзэнэй Лобсон; 1940 — 2007) — российский бурятский поэт, Народный поэт Бурятии, заслуженный работник культуры Бурятии, заслуженный работник культуры Российской Федерации (1995).

## Биография
Родился 22 мая 1940 года в улусе Хужиры Тункинского района. Окончив среднюю школу, Лопсон остаётся работать в своём родном совхозе. В 1964 году окончил историко-филологический факультет Бурятского государственного педагогического института. В годы учёбы в вузе участвовал в студенческом ансамбле «Байкальские волны».
Вернувшись в родной район Тапхаев работал заместителем редактора газеты «Саяны», ответственным секретарём. Возглавлял партийную организацию редакции и типографии. Руководил литературным объединением имени Мунко Саридака. 
Затем переходит на работу заместителем заведующего отделом в районный комитет КПСС. На страницах районной газеты Тапхаев начал регулярно выпускать литературные страницы «Саянские зори», завоевывая популярность среди читателей.
Переехав в Улан-Удэ, работает в Союзе писателей Бурятии. Был секретарём партбюро  Союза писателей. После этого назначен заведующим сектором печати Бурятского обкома партии.
Работал главным редактором Бурятского книжного издательства. Участвовал в съезде Союза писателей РСФСР. Был членом Советского райкома  КПСС города Улан-Удэ, депутатом райсовета.

### Творчество
Стихи Лопсона Тапхаева публиковались в бурятских и центральных газетах, в частности в журналах «Нева», «Байкал», «Сибирские огни», «Отчизна» (на украинском языке). Его произведения также печатались в переводах на монгольском, болгарском, украинском, латышском, тувинском и алтайском языках. На его стихи композиторы Бурятии написали несколько песен.

## Поэтические сборники
- «Мундаргын сэсэгүүд» (В гольцах цветы) (1966)
- «Зангилаа» (Узел) (1973)
- «Хэнгэргэ» (Кынгерга) (1976)
- «Алтан үндэһэн» (Золотой корень) (1981)
- «Гол харгы» (Главная дорога) (1984)
- «Угай бэшэг» (Родословная) (1988)
- В русском переводе В. Бояринова, Ю. Кузнецова в Москве изданы книги стихов и поэм «Сияние в Саянах» (1976), «Золотой корень» (1981), «Наследство» (1985)[1]

## Награды и звания
- Орден Дружбы (6 июля 2006 года) — за заслуги в области культуры и искусства и многолетнюю плодотворную работу[3]
- Заслуженный работник культуры Российской Федерации (5 августа 1995 года) — за заслуги в области культуры и многолетнюю добросовестную работу[4]
- Народный поэт Бурятии
- Заслуженный работник культуры Бурятии
- Почётная грамота Президиума Верховного Совета Бурятской АССР
- Лауреат премии комсомола Бурятии
- Лауреат премии Союза писателей РСФСР[5]